# Parafia Miłosierdzia Bożego w Kamieńcu Wrocławskim
Parafia Miłosierdzia Bożego w Kamieńcu Wrocławskim – znajduje się w dekanacie Wrocław północ II (Sępolno) w archidiecezji wrocławskiej. Erygowana w 2000 roku.
Obsługiwana przez księży archidiecezjalnych. Jej proboszczem jest Ks. mgr Ryszard MARCZYCKI  .

## Parafialne księgi metrykalne
| Księgi metrykalne | Okres ewidencji |
| ----------------- | --------------- |
| chrztów           | 2000 -          |
| ślubów            | 2000 -          |
| zgonów            | 2000 -          |